# 永光院
永光院（1624年—1711年11月20日），是德川幕府第三代將軍德川家光的側妾。本姓“六條”，乃京都公卿·六條有純之女，成为家光侧妾后改名为“阿万”。

## 生平事蹟考證
据《幕府祚胤传》记载，阿万十六岁继任成为庆光院院主时到江户觐见将军家光，被家光一眼相中，被迫还俗进入大奥。其后甚至产生了家光年轻时爱男厌女，看到菩萨般的阿万难以遏情，乳母春日局担忧家光至今膝下无嗣，故强抢庆光院院主等无所考证的说法。

### 福田千鶴的研究
《幕府祚胤传》的记载于近世史学界已失去信用，其中内容大多为无优质史料佐证的传闻与谣言，近年随着沉睡于大名及寺刹书库里的资料渐次苏醒，大奥领域的研究突飞猛进，以国立九州大学日本近世史教授·福田千鹤为首的学者们刷新了该领域诸多谬论与错误认知。
围绕永光院阿万，福田千鹤于《春日局》及《大奥を造った女たち》两书中提供了以下观点：
①庆光院的历代院主名单中找不到“六条有纯女”之类的记载，且这一时期有留下各类交际往来记录的院主·周养上人，以及与春日局交情匪浅的周清上人。她们皆出身名门，与阿万无关联。
②过往在推翻“阿万庆光院说”后，史学界仍然认为阿万为家光最为宠爱的侧室，于春日局去世后成为新一任大奥总掌事，在家光去世后于四代家纲时期仍掌权数年，其名更作“梅”。而近年研究中显示叫作“梅”的女子的确为当时大奥中享有话语权的高级女官，然履历却与阿万找不到相似点，并且梅一直工作到五代纲吉时期，这与阿万在四代家纲时期的大奥掌事数年后隐退出家的说法不相符。
③就家光的遗产分配表看，正室鹰司孝子与诞下四代将军德川家纲的阿乐之方享5000两，诞下次子德川纲重的阿夏之方与诞下三子德川纲吉的阿玉之方享2000两，而阿万并不在分配名单中。四代家纲将军宣下时的祝仪名单中，阿万作为其父家光的侧妾（并非侧室）出现，然名次位于二十名女性中的第十位。为家光诞下子嗣的阿夏之方与阿玉之方排于第七第八位，第九位是与阿万一样未曾诞下家光子嗣的梅小路。
阿万的名字后未加“之方”，显示她的地位并不特殊。其弟右卫门氏丰虽承将军家光之恩成为旗本，却也仅享1000石，由此并不能证明家光对她的宠爱和待遇上的破格之处。
综上所述，永光院阿万既非家光侧室，而仅仅是其诸多侧妾中的一人，甚至于不曾诞下子嗣的侧妾中也未享特殊宠爱与待遇。其一生记录颇少，目下优质史料中唯一能够确认的是1657年明历大火之后，她与家光正室鹰司孝子一同前往小石川无量院避难，1711年过世，享年八十八岁。
或许她的一生没有后世影视作品中那样传奇，但不曾被迫还俗、不曾受强权俘获、不曾自拥有崇高理想的院主沦落为将军小妾的永光院阿万若度过平淡无奇且长寿安闲的一生，不失为她之幸事。

## 登場作品
小說
- 德川的夫人們（朝日新聞社、吉屋信子著）
- 甜味濃郁的尼姑（德間書店、今東光著）

影視劇
- 德川的夫人們（1967年、CX、演：佐久間良子）
- 大奧（1968年、KTV、演：櫻町弘子（日语：桜町弘子））
- 德川的夫人們（1974年、CX、演：生田悦子）
- 德川三國志（日语：徳川三国志 (テレビドラマ)）（1975年、NET、演：岡崎友紀）
- 大奧（1983年、KTV、演：紺野美沙子）
- 風雲 柳生武藝帳（日语：風雲 柳生武芸帳）（1985年、TX、演：大塚良重）
- 將軍家光的亂心：激突（日语：将軍家光の乱心 激突）（1989年、東映、演：二宮彩世子（日语：二宮さよ子））
- 葵德川三代（2000年、NHK大河劇、演：持田理沙）
- 大奧 第一章（2004年、CX、演：瀨戶朝香）
- 大奥〜誕生〜（2012年、TBS、演：堺雅人）
- 大奧（2023年、NHK、演：福士蒼汰）

漫畫
- 大奧（白泉社、吉永史作）

## 參看
- 德川家光
- 大奧